# Auguste Auspitz-Kolár

Auguste Auspitz-Kolár

Auguste Johanna Josefine Anna Ludmila Auspitz-Kolár, geb. Kolárova (* 19. März 1844 in Prag; † 26. Dezember 1878 in Wien), war eine österreichisch-böhmische Pianistin und Komponistin.

## Leben
Auguste Auspitz-Kolár wurde als Augusta Kolárova geboren. Ihr Vater, Joseph Jiři Kolár (Joseph Georg Kolár) war ein bekannter böhmischer Schauspieler, Regisseur, Schriftsteller und Übersetzer. Ihre Mutter, Anna Manetinsky-Kolár (* 1817 in Pest; † 11. Juli 1882 in Prag) war Sängerin am Prager Theater.
Auguste bekam ihre Ausbildung am Prager Musikinstitut von Bedřich Smetana, dem Ehemann ihrer Cousine Katharina Kolárova (* 1827, † 19. April 1859 in Dresden), welche ebenfalls Pianistin war. Nach seinem Weggang aus Prag (1856) unterrichtete sein ehemaliger Lehrer, der blinde Pianist Joseph Proksch, Auguste und führte sie an ihr erstes Konzert in Prag im Alter von elf Jahren. Bald war sie eine gefeierte Pianistin, welche ihr dreijähriges Studium bei Wilhelmine Clauss-Szarvady etwa 1865 in Paris abschloss. Bereits im selben Jahr trat sie erst in Prag, dann mit dem Hellmesberger-Quartett und den Wiener Philharmonikern in Wien auf. Ihr G-Moll Konzert von Felix Mendelssohn Bartholdy galt als Sensation, gleichfalls begeisterte sie als Interpretin von Robert Schumanns Klaviermusik. Der Musikkritiker Eduard Hanslick schrieb dazu: „Ihr Vortrag war von makelloser Reinheit, Sicherheit und Glätte, ein leichter Glanz lag wie Goldstaub darüber. Fräulein Kolár gehört unter den Virtuosen nicht zu den imposanten oder blendenden, sondern zu jenen still erfreuenden, die mit leiser, aber sicherer Hand fesseln.“
Am 16. Juli 1865 heiratete sie den promovierten Wiener Arzt Heinrich Auspitz. Im Juli 1869 unternahm sie eine erfolgreiche Konzertreise nach London, ebenso im Folgejahr. Ende der 1870er Jahre erkrankte Auguste und zog sich aus dem öffentlichen Leben zurück. Kurz vor ihrem Tod, im November 1878, bat sie den Hofkapellmeister G. Reif jedoch nochmals um ein Engagement als Solistin. Zu ihrem künstlerischen Repertoire gehörten Stücke von Ludwig van Beethoven, Johannes Brahms, Frédéric Chopin, Felix Mendelssohn Bartholdy, Wolfgang Amadeus Mozart, Jean-Philippe Rameau, Robert Schumann und Richard Wagner.
Der gemeinsame Sohn Hans (* um 1875; † Januar 1879) und ihr Ehemann sind zusammen mit Auguste auf dem Wiener Zentralfriedhof in der Familiengrabstätte 16/E/3/12 bestattet.

## Werke
- Scherzo fantastique, op. 2, Bartholf Senff Leipzig August 1863[8]
- Dans la Forêt. 3 Morceaux caractéristiques, op. 6, Klemm Leipzig Dezember 1865[9]
- Waldbilder, Etüden und Lieder, Bartholf Senff Leipzig